# Omphalucha lignaria
Omphalucha lignaria là một loài bướm đêm trong họ Geometridae.